# Mouth of Baffle Creek Conservation Park
Mouth of Baffle Creek Conservation Park är ett naturreservat i Australien. Det består av två separata områden på varsin sida av vattendraget Baffle Creeks mynning, Mouth of Baffle Creek Conservation Park One och Mouth of Baffle Creek Conservation Park Two.  Det ligger i delstaten Queensland, omkring 340 kilometer norr om delstatshuvudstaden Brisbane.
Genomsnittlig årsnederbörd är 1 080 millimeter. Den regnigaste månaden är januari, med i genomsnitt 217 mm nederbörd, och den torraste är september, med 26 mm nederbörd.